# Wydawnictwo Trzecie Oko
Wydawnictwo Trzecie Oko – powstałe w roku 1992 wydawnictwo książkowe i prasowe założone przez Marka Kalbarczyka, obecnie Prezesa Honorowego Fundacji Szansa Dla Niewidomych. Wydawnictwo od początku istnienia ma swoją siedzibę w Warszawie. 

## Historia
Wydawnictwo powstało w roku 1992. Pierwszym jego dziełem było czasopismo HELP, miesięcznik który wydawany jest do tej pory. Jego celem jest doradzanie niewidomym, słabowidzącym i ich bliskim, jak w obliczu całkowitej lub częściowej utraty wzroku sobie radzić. HELP od pierwszego numeru przedstawia techniczne i metodologiczne możliwości dotyczące wyrównywania życiowych szans osób, dla których los nie był łaskawy. Wzrok może zastąpić słuch i dotyk, a jego brak rekompensuje empatia innych ludzi.
W ślad za HELPem i zamieszczanymi w nim artykułami wydano rozliczne książki i poradniki, zarówno w zwykłym druku, powiększoną czcionką, w formie dotykowej (czyli w alfabecie Braille'a) jak i w wersji audio. Dopiero po latach owocnej działalności wydawniczej i osiągnięciu wielu sukcesów, postanowiono usamodzielnić wydawnictwo wcześniej będące częścią Fundacji Szansa Dla Niewidomych i nadano mu nazwę „Trzecie Oko”.

## Najważniejsze publikacje
Wśród wydawanych publikacji jest czasopismo HELP, które od kilku lat jest miesięcznikiem. Jego celem jest doradzanie niewidomym, słabowidzącym i ich bliskim, jak mimo niepełnosprawności być sprawnym i żyć ciekawie. W ciągu niemal 30 lat wydano również kilkadziesiąt publikacji o różnorodnej tematyce - własnych oraz innych autorów. Wśród tych drugich na specjalne wyróżnienie zasługuje wydana w wersji francuskojęzycznej wybitna książka „Chopin à Paris. Une affaire non classée” Piotra Witta. Wersja ta została wydana w roku 2019, a polska miała swoją premierę kilka lat wcześniej. Dzięki staraniom Fundacji ta pierwsza została zaadaptowana na zapis brajlowski. Francuska książka trafiła na rynek w Zachodniej Europie, gdzie święci triumfy. „Chopin à Paris. Une affaire non classée” to wyjątkowa publikacja – ambitna, napisana pięknym, lekko archaizowanym językiem, przeznaczona zarówno dla czytelników wytrawnych jak i być może nieco mniej zaprzyjaźnionych z literaturą, ale chcących się zapoznać z życiem wybitnego kompozytora.
Do najbardziej udanych publikacji zalicza się również wydane na przełomie roku 2018 i 2019 „Ich Trzecie Oko” autorstwa Marka Kalbarczyka, założyciela Fundacji. Pisze on o ludziach, którzy nie widzieli od urodzenia albo w wyniku pechowych zdarzeń stopniowo lub nagle stracili wzrok. Przedstawia ich losy na tle wydarzeń historycznych drugiej połowy XX wieku, poczynając od II wojny światowej. Autor twierdzi, że każdy człowiek ma swoje „trzecie oko”, które w naszej kulturze sprowadza się do możliwości rejestrowania otoczenia i całej rzeczywistości inaczej niż poprzez wzrok.
„Obrazy, które gdzieś hen uciekły”, „Smak na koniuszkach palców”, „Perły Mazowsza dla Ciebie” oraz „Czy niewidomy może zostać prezydentem?” to kolejne książki tego autora. Uzyskały bardzo dobre opinie czytelników, a ich popularność dowodzi o słuszności inicjatyw Wydawnictwa.
Jako pierwsze na polskim rynku wydawnictwo opublikowało biografię wybitnego, niewidomego francuza Louisa Braille’a pt.: „Louis Braille; dotyk geniuszu” C. Michaela Mellora. Książka została wydana w formie albumu wypełnionego grafiką. 
Biografia pt.: „Epilogi przywracające nadzieję” Marka Kalbarczyka to wspomnienie wybitnego niewidomego matematyko-fizyka, profesora Witolda Kondrackiego. To ten sam, który w wyniku utraty wzroku po chemicznym wybuchu, który osobiście spowodował w swoim domu, był wspaniałym naukowcem, literatem i podróżnikiem. Z kolei w książce „Jan Karski – wybitny dyplomata, honorowy obywatel i świadek nadziei” przedstawone zostało życie i działalność wybitnego bohatera II wojny światowej. Wydawnictwo przekonuje o tym, że narodom są potrzebni duchowi przewodnicy, którzy potrafią wskazać właściwy kierunek, dokładnie tak jak niewidomym ich przewodnicy. 
Wartościowymi merytorycznie publikacjami są poradniki matematyczne, będące owocem współpracy Marka Kalbarczyka z doktorem Włodzimierzem Wysockim, Igorem Busłowiczem i doktorem Janem Omiecińskim: „Jak to zapisać, a jak odczytać?”, „Brajlowska notacja matematyczna” oraz „I Ty możesz zostać matematykiem”. Wśród poradników rehabilitacyjnych natomiast znajdują się m.in.: „16 kolorów w talii”, „Świat opisywany dźwiękiem”, „Czas na własną firmę”. Popularne są przewodniki turystyczne i krajoznawcze Marka Kalbarczyka, Eleny Świątkowskiej, Justyny Rogowskiej i Andrzeja Zaremby: „Perły Mazowsza dla Ciebie”, „Multikulturowe Podlasie bliżej wszystkich”, „Podlasie namalowane dotykiem”, „Zamki Pomorza w zasięgu rąk”, „Bliżej świata przyrody – poznajmy Gdański Ogród Zoologiczny” itd.
W związku z organizowaną przez Fundację Szansa Dla Niewidomych coroczną, międzynarodową konferencją REHA FOR THE BLIND IN POLAND Trzecie Oko wydaje biuletyny stanowiące zapis wydarzeń mających miejsce w jej trakcie i wniosków, jakie płyną z tych spotkań. 

## Symbolika LOGO i pochodzenie nazwy wydawnictwa
Logo Wydawnictwa Trzecie Oko jest przedstawieniem metafizycznej koncepcji „trzeciego oka”, według której istnieje specjalny zmysł do odczuwania rzeczy, których nie da się zobaczyć. O ile każda religia czy filozofia definiuje, a nawet posiada dla trzeciego oka właściwą sobie nomenklaturę, wszyscy świadomie lub nieświadomie, w stopniu większym lub mniejszym, korzystamy z tego dobrodziejstwa i wiemy o rzeczywistości więcej niż potrafimy odebrać innymi zmysłami. W ten sposób wyczuwamy zagrożenia albo przewidujemy sukcesy, a ludzie niewidomi wyczuwają przeszkody na swojej drodze i są w stanie je omijać.
„Poszukujemy sensu życia – tego ukrytego jak i widzianego „gołym okiem”. Piszemy o tym, co oczywiste, ale również o tym, co wymaga głębszego zastanowienia” – redakcja Wydawnictwa Trzecie Oko.

## Strona i media społecznościowe
Wydawnictwo Trzecie Oko posiada swoją stronę, konto na Instagramie oraz fanpage na Facebooku.
Na stronie znaleźć można najnowszą ofertę wydawniczą oraz zapoznać się z archiwalnymi numerami czasopisma HELP. Na Instagramie oraz Facebooku regularnie ukazują się informacje na temat wznowień książek, konkursów, promocji oraz wszelkie możliwe nowinki i ciekawostki z pracy redakcji.